# Ian Somerhalder
Ian Joseph Somerhalder (Covington, Louisiana, 1978. december 8. –) amerikai modell, színész és producer.
A Lost című tévésorozatban Boone Carlyle-t alakította, a Vámpírnaplók című tévésorozatban pedig Damon Salvatore-t formálta meg.

## Gyermekkora
Ian Somerhalder a Louisiana állami Covingtonban született és nevelkedett, Edna és Robert Somerhalder fiaként. Anyja masszőr, apja pedig építési vállalkozó.
Katolikusként nevelték, és egy covingtoni katolikus magániskolában, a St. Paul's Schoolban tanult. Tíz és tizenhárom éves kora között modellkedett, Tizenhárom éves volt, amikor szülei elváltak, és ő édesanyjával maradt. Tizenhét éves korában a színészkedés mellett döntött.

## Pályafutása
2000 nyarán Somerhalder játszott a Will és a haverok (Young Americans) című rövid életű sorozatban, amely a Dawson és a haverok (Dawson's Creek) című sorozat spin-offja volt. Egy tekintélyes bentlakásos iskola igazgatójának a fiát, Hamilton Fleminget alakította. 2002-ben Paul Dentont alakította A vonzás szabályai (The Rules of Attraction) című Bret Easton Ellis-regény feldolgozásában. A filmben együtt játszott James Van Der Beekkel, Shannyn Sossamonnal és Jessica Biellel.
2004-ben megkapta az áttörést hozó szerepét Boone Carlyle-ként a Lost – Eltűntek című tévésorozatban. Annak ellenére, hogy a karaktere meghalt az első évad huszadik epizódjában, Somerhalder visszatért még kilenc epizódba 2005 és 2010 között, beleértve a sorozat fináléját is. Ironikus, hogy Somerhalder volt az első színész, akit beválogattak a sorozatba, és az ő karaktere halt meg legelőször. Azt nyilatkozta, hogy szeretett volna venni egy házat a forgatás helyszínén, Hawaii-on, amíg meg nem tudta, hogy a karaktere meg fog halni.
Somerhaldert 2006 májusában a DNA Model Management top 10 férfi modellje közé sorolták.
2009 szeptemberében szerepelt a Bérgyilkosok viadala (The Tournament) című filmben, melyben egy olyan bérgyilkost alakított, aki részt vett egy más bérgyilkosokkal folytatott halálos versenyben. 2009. október 10-én bejelentették, hogy szerepelni fog a Cradlewood című filmben, melyet Harry Weinmann rendez. A filmet 2012-ben fogják kiadni.
Somerhalder a Vámpírnaplók (The Vampire Diaries) című sorozatban Damon Salvatore-t formálta meg. A karaktere egy veszélyes, őrült, de humoros és őszinte vámpír, aki szerelmes az öccse barátnőjébe, Elena Gilbertbe (Nina Dobrev), akivel később össze is jön.

## Magánélete
2015-ben feleségül vette Nikki Reed szinésznőt, akitől gyermeke is született, Bodhi Soleil Reed Somerhalder (2017).

### Jótékonyság
Somerhalder az első hírességek között volt, akik aktívan részt vettek a Deepwater Horizon olajfúró torony 2010. április 22-ei katasztrófája utáni takarításban. Segédkezett az olajszennyezett vadvilág takarításában, és közszolgálati közleményekben is szerepelt, hogy megmutassa az embereknek, hogyan tudnak segíteni. Somerhalder a St. Tammany Humane Society állatvédő szervezetet is támogatja. Ő volt a szervezet 2010. november 13-ai jótékonysági rendezvényének a házigazdája. A rendezvényen Somerhaldert egy 11.100 dolláros adománnyal várták a rajongói a születésnapi projektje alkalmából.
Somerhalder a Vámpírnaplók másik sztárjával, Candice Accolával együtt támogatja a „Lesz ez jobb is!” projektet, amely a Trevor-projekttel együtt igyekszik megakadályozni az öngyilkosságot az LMBT fiatalok körében.
Somerhalder a Twitterén és különböző interjúkban bejelentette, hogy folyamatban van a The Ian Somerhalder Foundation megalapítása, amely – remélhetőleg – fel fogja hívni az emberek figyelmét a környezet- és az állatvédelem fontosságára. Somerhalder ezt nyilatkozta:
Ebben az évben ajándékok helyett az a születésnapi kívánságom, hogy gyűljünk össze, és gyűjtsünk adományokat, hogy támogathassuk azokat a projekteket, amelyek védik a lakóhelyünket és gondozzák a szőrös barátainkat.
Somerhalder azt reméli, hogy az adományokat arra használhatják majd, hogy megfelelő orvosi ellátást biztosítsanak a kóbor állatok számára. Az alapítványt 2010. december 8-án, a 32. születésnapján hozta létre.

## Filmográfia

### Film
| Év   | Magyar cím                | Eredeti cím                            | Szerep            | Magyar hang      |
| ---- | ------------------------- | -------------------------------------- | ----------------- | ---------------- |
| 1998 | Sztárral szemben          | Celebrity                              | ismeretlen szerep |                  |
| 2001 | Az élet háza              | Life as a House                        | Josh              | Csőre Gábor      |
| 2002 | Nyitott szívek            | Changing Hearts                        | Jason Kelly       |                  |
| 2002 | A vonzás szabályai        | The Rules of Attraction                | Paul Denton       | Lippai László    |
| 2004 | Az ellenség karmaiban     | In Enemy Hands                         | Danny Miller      | Hevér Gábor      |
| 2004 |                           | The Old Man and the Studio (rövidfilm) | Matt              |                  |
| 2004 |                           | Recess (rövidfilm)                     | Cooley            |                  |
| 2006 |                           | National Lampoon's TV: The Movie       | srác              |                  |
| 2006 | Mezsgye                   | Pulse                                  | Dexter            | Seszták Szabolcs |
| 2006 |                           | The Sensation of Sight                 | Drifter           |                  |
| 2008 | Az elveszett szamaritánus | The Lost Samaritan                     | William Archer    |                  |
| 2009 |                           | Wake                                   | Tyler             |                  |
| 2009 | Bérgyilkosok viadala      | The Tournament                         | Miles Slade       | Seszták Szabolcs |
| 2010 |                           | How to Make Love to a Woman            | Daniel Meltzer    |                  |
| 2013 |                           | Caught On Tape                         | Lewis rendőr      |                  |
| 2013 |                           | Time Framed (rövidfilm)                | Black ügynök      |                  |
| 2014 | Az anomália               | The Anomaly                            | Harkin Langham    | Szabó Máté       |

### Televízió
| Év        | Magyar cím                               | Eredeti cím                       | Szerep            | Megjegyzések                                                 |
| --------- | ---------------------------------------- | --------------------------------- | ----------------- | ------------------------------------------------------------ |
| 1997      | Elképesztő övezet                        | The Big Easy                      | I.Q.              | 1 epizód                                                     |
| 1999      | Vissza a jelenbe                         | Now and Again                     | Brian             | 1 epizód                                                     |
| 2000      | Will és a haverok                        | Young Americans                   | Hamilton Fleming  | 8 epizód                                                     |
| 2001      |                                          | Anatomy of a Hate Crime           | Russell Henderson | tévéfilm                                                     |
| 2002      | CSI: A helyszínelők                      | CSI: Crime Scene Investigation    | Tony Del Nagro    | 1 epizód                                                     |
| 2003      | Esküdt ellenségek: Különleges ügyosztály | Law & Order: Special Victims Unit | Charlie Baker     | 1 epizód                                                     |
| 2003      | CSI: Miami helyszínelők                  | CSI: Miami                        | Ricky Murdoch     | 1 epizód                                                     |
| 2004–2010 | Lost – Eltűntek                          | Lost                              | Boone Carlyle     | - főszereplő (30 epizód) - magyar hangja: - Seszták Szabolcs |
| 2004      |                                          | Fearless                          | Jordan Gracie     | tévéfilm                                                     |
| 2004      | Smallville                               | Smallville                        | Adam Knight       | 6 epizód                                                     |
| 2007      | Marco Polo                               | Marco Polo                        | Marco Polo        | - tévéfilm - magyar hangja: - Zámbori Soma                   |
| 2007      | Mondd, hogy szeretsz                     | Tell Me You Love Me               | Nick              | 6 epizód                                                     |
| 2008      | Az elsüllyedt város kincse               | Lost City Raiders                 | Jack Kubiak       | - tévéfilm - magyar hangja: - Varga Gábor                    |
| 2009      | Tűzgolyó                                 | Fireball                          | Lee Cooper        | - tévéfilm - magyar hangja: - Fekete Zoltán                  |
| 2009–2017 | Vámpírnaplók                             | The Vampire Diaries               | Damon Salvatore   | főszereplő és producer (8. évad)                             |
| 2014      | Pusztuló jelen, vészes jövő              | Years of Living Dangerously       | önmaga            | dokumentumsorozat (1 epizód)                                 |
| 2019      | V-Wars – Vérháború                       | V Wars                            | Dr. Luther Swann  | főszereplő és vezető producer                                |
| 2020      |                                          | Kiss the Ground                   | önmaga            | dokumentumfilm (vezető producer)                             |

## Díjak és jelölések
Lost
- Jelölés—Teen Choice-díj: Legjobb új férfi szereplő (televízió) (2005)
- Legjobb szereplőgárda (drámasorozat) (2006)

Vámpírnaplók
- Teen Choice-díj: Legjobb gonosz szereplő (televízió) (2010)
- Jelölés—Teen Choice-díj: Legszexibb férfi szereplő (2010)